# Набис
Набис (грч. Νάβις) је био владар Спарте од године 207. п. н. е. до 192. п. н. е., односно у периоду Првог и Другог македонског рата и Лаконског рата. Након што је преузео власт у Спарти погубивши два претендента, настојао је обновити некадашњу спартанску моћ. За вријеме другог македонског рата се удружио с Филипом V Македонски и заузврат добио град Аргос. Међутим, када је рат кренуо у римску корист, прешао је Римљанима. Они су, пак, подстакли Ахајски савез да покрену рат против њега. Убијен је на превару године 192. п. н. е. од савезничких трупа Етолског савеза који су потом заузели град. Био је посљедњи краљ независне Спарте.